# Wahlen 1940
◄◄ | ◄ | 1936 | 1937 | 1938 | 1939 | Wahlen 1940 | 1941 | 1942 | 1943 | 1944 | ► | ►►

Weitere Ereignisse
Folgende Wahlen fanden 1940 statt:

## Afrika
- Südwestafrika Wahlen zur South West African Legislative Assembly 1940

## Amerika
- Am 26. März die Kanadische Unterhauswahl 1940
- Parlamentswahlen in Kanadischen Provinzen fanden in Alberta und Yukon statt.
- Parlamentswahlen in Mexiko 1940
- Präsidentschaftswahl in den Vereinigten Staaten 1940 am 5. November 1940
- Wahl zum Senat der Vereinigten Staaten 1940 am 5. November 1940, bzw. am 9. September im Bundesstaat Maine

## Asien
- Kommunalwahlen in den Philippinen 1940
- Nachwahlen für das Parlament der Philippinen 1940
- Verfassungsreferendum der Philippinen 1940

## Australien
- Parlamentswahlen in Australien 1940

## Europa
- Am 15. September die Wahl zum Schwedischen Reichstag 1940
- Wahlen zum Obersten Sowjet der Moldawischen SSR 1940
- Bundesratswahl 1940